# Verner Järvinen
Venne "Verner" Järvinen (Juupajoki, 4 de março de 1870 – Tampere, 31 de janeiro de 1941) foi um atleta finlandês de lançamento de disco que participou dos 1908, ganhando medalha de bronze na prova do disco grego, retirada do programa atual das Olimpíadas.
Dois anos antes, Järvinen participou dos Jogos Olímpicos Intercalados de 1906 onde obteve duas medalhas em provas de lançamento de disco.